# Panicum hanningtonii
Panicum hanningtonii är en gräsart som beskrevs av Otto Stapf. Panicum hanningtonii ingår i släktet vipphirser, och familjen gräs. Inga underarter finns listade i Catalogue of Life.